# Yahk
Pour la rivière, voir Yaak (rivière).
Yahk est une communauté de la Colombie-Britannique faisant partie du District régional de Central Kootenay.
Au début des années 1900, Yahk était un village prospère du chemin de fer du Canadien Pacifique qui mettait en œuvre 18 camps de bucherons et un moulin à scie. Aujourd'hui, Yahk est un lieu paisible. 
Elle est située à l'endroit où la rivière Yahk rencontre la rivière Moyie River, à 40 km à l'est de Creston.